# NGC 6062
NGC 6062 ist eine 13,4 mag helle Balken-Spiralgalaxie mit aktivem Galaxienkern vom Hubble-Typ „SBbc“ im Sternbild Herkules am Nordsternhimmel. Sie ist schätzungsweise 528 Millionen Lichtjahre von der Milchstraße entfernt und hat einen Durchmesser von etwa 185.000 Lichtjahren. Gemeinsam mit PGC 57146 bildet sie das gravitativ gebundene Galaxienpaar Holm 728.
Im selben Himmelsareal befinden sich u. a. die Galaxien NGC 6052 und NGC 6064.
Das Objekt wurde am 20. Juni 1884 vom französischen Astronomen Édouard Stephan entdeckt.